# Костас Динос
Константинос Калупцис, известен като Костас Динос (на гръцки: Κωνσταντίνος Καλουπτσής, Κώστας Ντίνος), е виден гръцки актьор.

## Биография
Роден е в 1908 година в Мелник. След като Мелник остава в България след Междусъюзническата война в 1913 година, семейството на Калупцис се установява в останалия в Гърция Валовища заедно с много други мелничани. Калупцис завършва гимназия във Валовища и заедно с Г. Роис и Йоргос Йоласис основава любителска театрална група. Мести се в Атина и в 1930 година става член на Народния театър на Василис Ротас. Приема псевдонима Костас Динос. След това е на турне с трупата на Емилиос Веакис, а по-късно с Националния театър, където се сприятелява с Янис Рицос. Работи с трупите на Кивели Андриану, Марика Котопули, Сотирия Ятриду, Орестис Макрис, Катерина Андреади (1937 – 1940 година) и други. На 14 април 1935 става член на Съюза на гръцките актьори.
В 1930 година става член на Комунистическата партия на Гърция. Взима участие в бойните действия по време на Итало-гръцката война. Става член на Националния освободителен фронт на Гърция. По-късно отново работи с трупата на Катерина Андреади до 1942 година, когато се присъединява към Театъра на Националния фронт в първата Държавна солунска трупа. След края на окупацията работи с различни леви актьори. Последните му театрални представления са с трупата на Ели Ламбетис. Динос е преследван от властите и арестуван. Бяга от затвора и по време на Гражданската война е в нелегалност на Крит.
От 1961 година до военния преврат е член на Изпълнителния комитет на Съюза на гръцките актьори.
След падането на режима на полковниците солунската община дава на Динос и на другите живи актьори от Държавната солунска трупа специални отличия и ключа на град Солун. Награден е с медала на Комунистическата партия по случай 80-годишнината на партията за „принос към КПЕ и Изкуството“. Носител е на много други награди.
Коста Динос умира на 99 години на 31 октомври 2007 г. от белодробна емболия в болницата „Амалия Флеминг“.